# Nassellaria
Nassellaria je řád mřížovců vyznačující se bilaterální (osovou) symetrií jejich opálových schránek. Jedná se o dravé mořské mikroorganismy s nejčastěji zvonkovitou kostrou, známé ve fosilním záznamu již od svrchního devonu, ale k největší diverzifikaci u nich došlo až v triasu. Oproti radiálně-symetrickým Spumellaria, jedinci řádu Nassellaria preferují větší hloubky.